# Greg Welch
Gregor Welch, detto Greg (Campsie, 12 dicembre 1964), è un ex triatleta australiano.

## Carriera
Ha vinto nel 1990 i campionati del mondo di triathlon di Orlando.

## Titoli
- Campione del mondo di triathlon (Élite) - 1990
- Campione del mondo di duathlon (Élite) - 1993
- Campione del mondo di triathlon long distance (Élite) - 1996
- Ironman Hawaii - 1994